# Celeste Chop-Groenevelt

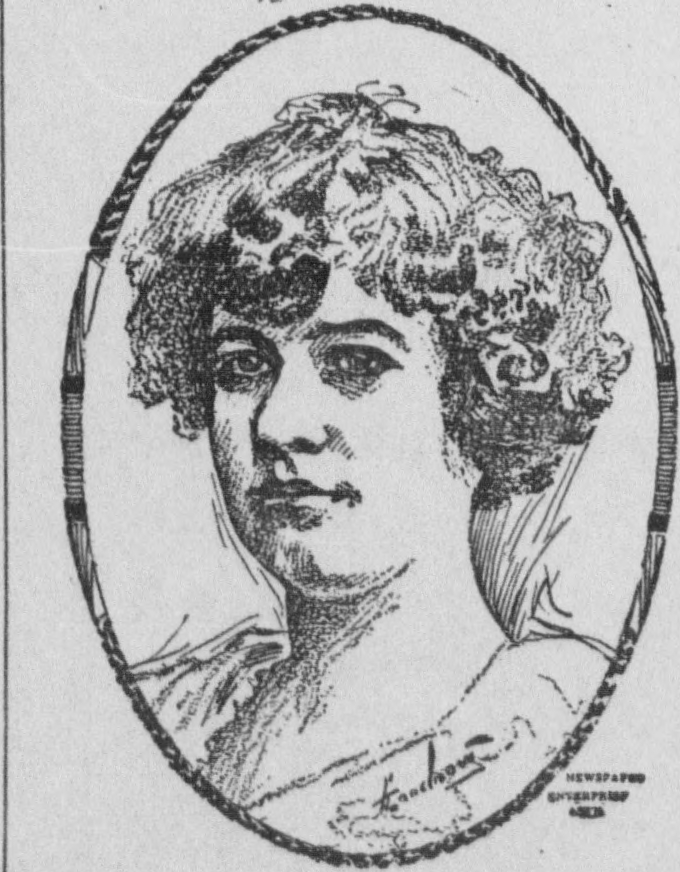
Celeste Chop-Groenevelt (1903 oder früher)

Sara Celeste Chop-Groenevelt (* 24. Januar 1875 in New Orleans; † 21. Dezember 1958 in Berlin-Schöneberg) war eine deutsch-amerikanische Pianistin.

## Leben
Celeste Groenevelt wuchs in New Orleans auf. Ihre Mutter Sara Groenevelt, geb. Bartlett (1842–1899), war selbst Pianistin, hatte am Leipziger Konservatorium bei Ignaz Moscheles studiert und schrieb Gedichte unter verschiedenen Pseudonymen. Ihr Vater Edward Frederick Groenevelt (1827–1899) stammte aus einem holländischen Adelsgeschlecht und war Violinist und Komponist.
Groenevelt begann bereits mit drei Jahren Klavier zu spielen und stand mit fünf Jahren erstmals in New Orleans auf der Konzertbühne. Sie studierte Musik bei Xaver Scharwenka am Scharwenka Conservatory of Music in New York, bei Theodor Leschetitzky in Wien, bei Moritz Moszkowski in Paris und schließlich bei Eugenio di Pirani in Berlin, wo sie in den 1890er Jahren mit ihrer Mutter und ihrer jung verstorbenen Schwester, der Violinistin Grace Groenevelt (um 1877–1896), lebte. In Schöneberg heiratete sie am 30. August 1900 den Journalisten und Musikschriftsteller Max Chop (1862–1929). Der Witwer brachte zwei Söhne in die Ehe ein. Ein gemeinsames Kind verstarb 1904 bereits kurz nach der Geburt.
Celeste Chop-Groenevelt erwarb sich einen Ruf als herausragende Interpretin Liszts, Tschaikowskis, Griegs, Schumanns und Beethovens. Ihre ersten großen Erfolge feierte sie in Berlin; es folgten Auftritte in anderen deutschen Städten, in Europa und Amerika. Unter ihren Auszeichnungen war 1911 die Ernennung zur Hofpianistin von Schwarzburg-Rudolstadt und -Sondershausen.
Nach dem Tod ihres Mannes 1929 übernahm sie die Verlagsleitung seines Verlags Signale für die musikalische Welt, Prof. Max Chop, der noch bis zur Einstellung 1941 die gleichnamige Wochenschrift herausgab.
Bis zu ihrem Tod wohnte Celeste Chop-Groenevelt fast 60 Jahre in der Augsburger Straße, im heute zur Fuggerstraße gehörenden Teil. Sie wurde am 2. Januar 1959 auf dem Kaiser-Wilhelm-Gedächtnis-Friedhof (Feld D I, Reihe 15, Grab 11) neben ihrem Mann beigesetzt; die Grabstellen wurden Mitte der 1990er Jahre aufgelassen.